# Ferdinand, der Mann mit dem freundlichen Herzen
Ferdinand, der Mann mit dem freundlichen Herzen ist der letzte Roman von Irmgard Keun; er erschien 1950 in Düsseldorf.
Der junge Ich-Erzähler Ferdinand Timpe ist ein Überlebender des Zweiten Weltkriegs. Aus der Gefangenschaft nach Köln heimgekehrt, verschweigt er das Kriegserlebnis. Ferdinand bleibt in sich uneins. Einerseits möchte er in seinem Gelegenheitsjob als Lebensberater desorientierten Zeitgenossinnen Halt geben; andererseits fühlt sich Ferdinand von manchem Mitmenschen so angewidert, dass er am liebsten vor ihm Reißaus nehmen möchte.

## Zeit und Ort

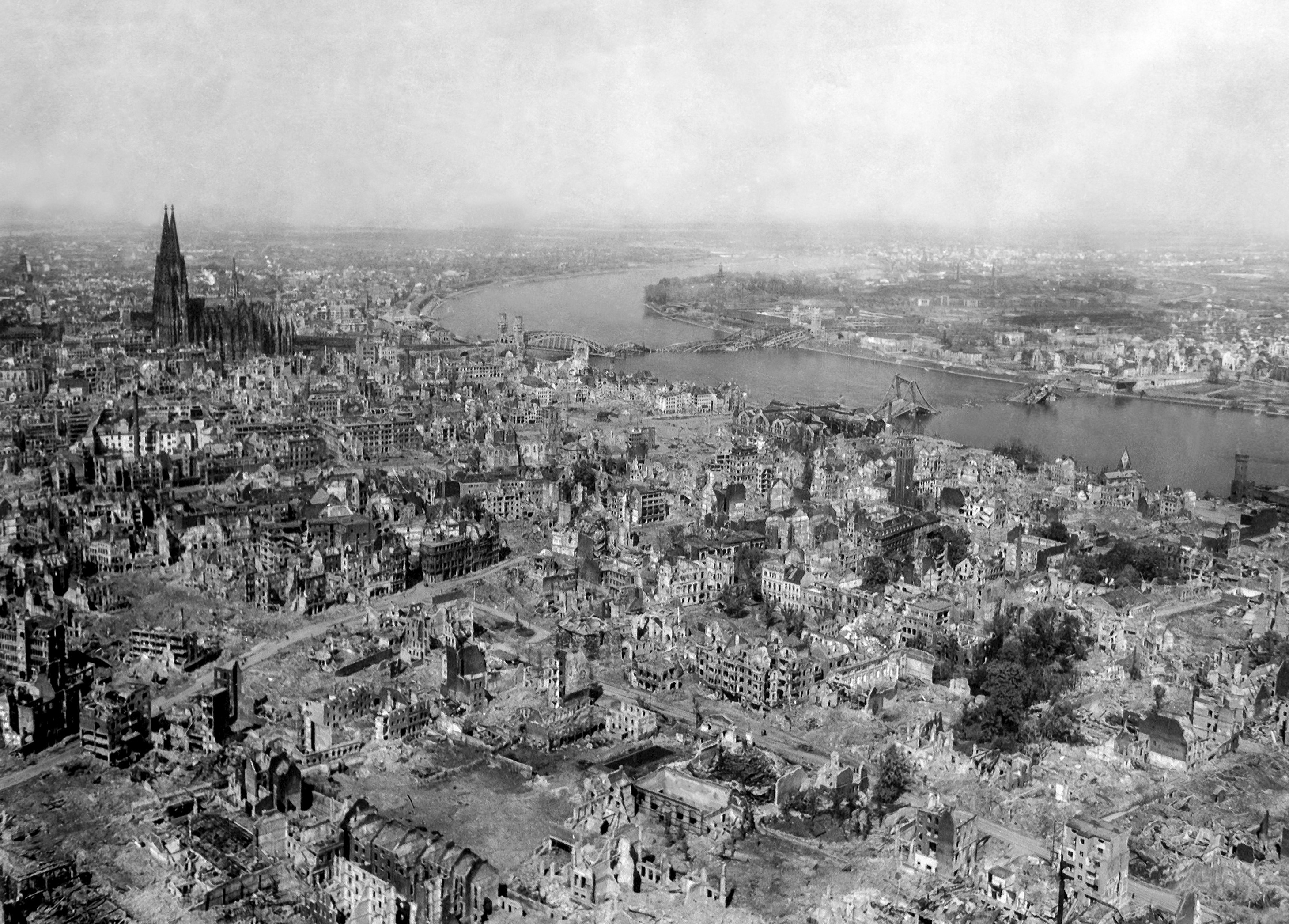
Köln 1945

Der Roman handelt in der sommerlichen Ruinenstadt Köln, höchstwahrscheinlich 1949: Die Währungsreform ist bereits Geschichte, die Entnazifizierung der Mitläufer ist in Deutschland noch im Gange und das Goethejahr 1949 ist noch nicht vorüber. In dem Nachkriegsroman erzählt Ferdinand über die Zeit von 1945 bis 1949.

## Inhalt
Ferdinand hatte ein paar Semester Germanistik studiert, ist aber kein Akademiker. Vielmehr hat er sich in allen möglichen Berufen versucht. Das Studium hatte er nur seinem Onkel Kuno zuliebe auf sich genommen. Der Onkel, ein Ordentlicher Professor der Botanik, ehelichte ein Jahr nach dem Tode von Ferdinands Vater die Mutter und stand somit einem kinderreichen Haushalt vor. Die Mutter Laura, eine in Holland aufgewachsene Brasilianerin, hatte den Vater Markus Timpe in Deutschland geheiratet. Ferdinands Vater stammte aus Neuruppin, studierte in Frankreich und war Maler. Der Vater starb, als Ferdinand zehn Jahre alt war. Vor dem Kriege erbte Ferdinand von seinem Onkel Hollerbach eine sehr kleine Buchhandlung mit Briefmarkenantiquariat in einer wenig besuchten Gasse der Kölner Altstadt. Der bescheidene Laden wurde zerbombt.
Ferdinand hat unzählige Verwandte, Bekannte und Freunde. Einer von diesen stellt Ferdinand als „freudigen Ratgeber“ ein. Das kleine expandierende Unternehmen bietet neben Lebensberatung u. a. auch Astrologie, Hellsehen, Traumdeutung und Fußpflege an. Während seiner anstrengenden Schreibtischarbeit muss Ferdinand bei den Kundinnen vor allem die Kunst des Zuhörens üben.
Ferdinands anhängliche Verlobte Luise hat jahrelang auf den Bräutigam gewartet, weil sich das so gehört. Über den ganzen Roman hinweg setzt Ferdinand manchen Hebel in Bewegung, um Luise, für die er nichts weiter empfindet, loszuwerden. Umso mehr wird er schließlich von Luises Offenbarung überrascht: Eigentlich sei Ferdi, wie sie ihn liebevoll nennt, „ein Mann für unnormale Zeiten.“ Und die neigten sich nun doch nach der Währungsreform ihrem Ende entgegen.

## Philosophie
Ferdinand sieht seine Existenz als eine provisorische. Er lebt in Köln von der Hand in den Mund. Für sein Alter verfügt der Ich-Erzähler über ein beträchtliches Repertoire an Lebensweisheiten: Miteinander schweigen kann nur, wer notfalls auch miteinander reden kann. Ferdinand möchte es erleben, dass er nichts mehr erleben will.
Warum hat der Protagonist ein freundliches Herz? Eine bündige Antwort steckt in Ferdinands Philosophie: Als Lebensberater unternimmt er im Umgang mit der Kundschaft täglich den Versuch, dem Menschen etwas von seiner Angst zu nehmen. Und dabei war es doch einmal sein einziges Prinzip: Erteile nie anderen einen Rat!
Ferdinand wünscht sich, „überhaupt nichts mehr“ zu sein. Und das will er auskosten.

## Rezeption
- Während Onkel Hollerbach permanent schweigt und trinkt, schreibt Ferdinand gegen „das große Schweigen“ der Deutschen nach dem Kriege an.[5]
- So zerbombt wie Köln ist auch die Romanstruktur: „zersplittert“ und „fragmentiert“.[6]
- Der „Vielredner“ Ferdinand verstummt schließlich wie die Autorin nach ihrem letzten Romanwerk.[7]
- Die Kälte zwischen den Ruinen ist allgegenwärtig im Roman, spürbar auch am „unbehausten Ich“ des Erzählers.[8]
- Ferdinand, der „impotente Held“ in Irmgard Keuns Spätwerk: Die Mediziner konstatieren nach dem Kriege bei Heimkehrern sexuelles Desinteresse als eine Folge abhandengekommenen Selbstwertgefühls.[9]
- Die Autorin würdige Ferdinand zum „Stichwortgeber“ für ihre eigenen Geschichten herab und lasse ihn „quasseln“.[10]
- Irmgard Keun hat einen „sozialkritischen Zeitroman“ geschrieben.[11]

## Ausgaben (Auswahl)
- Irmgard Keun: Ferdinand, der Mann mit dem freundlichen Herzen. Droste Verlag, Düsseldorf 1950.
- Irmgard Keun: Ferdinand, der Mann mit dem freundlichen Herzen. Taschenbuch, 240 Seiten (1. Auflage 2019). Ullstein Taschenbuch, ISBN 978-3-548-29186-4.